# Juan Javier del Granado
Juan Javier del Granado y Rivero (Cochabamba, 23 de octubre de 1965) es un jurista y escritor neobarroco boliviano y estadounidense, que reside en Ciudad de México.
Es profesor e investigador por oposición del Instituto de Investigaciones Jurídicas de la Universidad Nacional Autónoma de México. Ha forjado una línea de investigación en torno al ordenamiento jurídico privado, en jurisdicciones del common law y regímenes del derecho civil, con métodos de la teoría de diseño de mecanismos. En 2009 en Roma abrió un nuevo campo de investigación sobre el análisis económico del Derecho romano. Experto en análisis económico del Derecho, ha desarrollado una actividad investigadora y docente en varios colegios de Derecho estadounidenses, como el IIT/Chicago-Kent entre 2001 y 2005 y la FIU/Díaz-Balart entre 2010 y 2012.
Pertenece a la cuarta generación de la familia de los Granado en ingresar, por méritos propios, como miembro de número de la Academia Boliviana de la Lengua y en calidad de miembro correspondiente de la Real Academia Española.

## Biografía
Nieto del poeta Javier del Granado, carga sobre sus hombros una herencia familiar católica, con una fuerte vocación de servicio social. Es también bisnieto del economista José Gutiérrez Guerra y chozno de los juristas Mariano Enrique Calvo de la Banda y Pedro José Domingo de Guerra.

### Estudios y docencia
Estudió en el Colegio Laboratorio de la Universidad de Chicago fundado en 1896 por el filósofo y educador John Dewey. Tras graduarse en 1984, completó su formación en la Universidad de Chicago, donde se licenció en 1989 en Ciencias Políticas, Economía, Retórica Clásica y Derecho. Sus estudios doctorales en Derecho los cursó en la Universidad del Noroeste. Sus estudios posdoctorales, con posterioridad, los realizó en la Escuela de Leyes Aula Boalt de la Universidad de California en Berkeley, en donde fue becario John M. Olin y becario Lloyd M. Robbins.
Entre 2006 y 2010, dirigió la capacitación de magistrados para América Latina del Law and Economics Center de la Escuela de Leyes de la Universidad George Mason en Virginia, con programas en el Supremo Tribunal Federal en Brasilia y la Suprema Corte de Justicia de la Nación en Ciudad de México. Entre 2006 y 2007, dirigió el claustro de profesores de la Escuela de Leyes Alben W. Barkley de Kentucky en sus labores de docencia e investigación, luego que el decano Sheldon Vincenti de la Universidad de Idaho se retiró. En 2009, en la Ciudad de México, la Escuela Libre de Derecho lo incorporó a su claustro de profesores, y en la Ciudad de Guatemala, la Universidad Francisco Marroquín le encomendó que instruya a su plantilla de maestros en análisis económico del Derecho.

### Proyectos financiados por Microsoft
Entre 2006 y 2008, con el apoyo filantrópico de la empresa de tecnología Microsoft, impulsó y coordinó diversos proyectos de investigación jurídica, centrados esencialmente en el ámbito del análisis económico del Derecho.

## Obra literaria
Exponente del neobarroco en el marco de la vanguardia posmoderna hispanoamericana, no es un escritor sencillo. Mezcla un afán de amalgamar el saber y de pulsar los resortes de la lengua, amén de los recursos expresivos propios del Siglo de Oro, para la creación de una obra que dignifique a la cultura española e hispanoamericana. Su afán neobarroco, triunfante, se explica como un arte de "contraconquista" frente al impulso arrollador de la cultura de los Estados Unidos, donde creció y empezó a escribir a temprana edad. Autor de un diccionario combinatorio de la lengua española, que "es un repertorio alfabético de colocaciones posibles y frecuentes entre el sustantivo en función de sujeto, objeto directo e indirecto con los verbos que potencialmente se usan y combinan en el plano sintagmático con aquél", se anticipa por más de diez años a la obra de 2004 de Ignacio Bosque de la Real Academia Española. Entre sus principales trabajos destaca el poemario que bucea en la historia de Potosí y las riquezas incomparables de su famoso cerro, que "ofrece a la lectura palabras aparentemente poco usadas en el presente, pero que pertenecen al trabajo de la minería y la metalurgia, y encajan bien en la cadencia y en el concepto específico de cada uno de los temas".